# Nicolás Schiappacasse
Nicolás Javier Schiappacasse Oliva (Montevideo, 12 de enero de 1999) es un futbolista uruguayo que se desempeña como delantero. Actualmente se encuentra en Club Atlético River Plate (Uruguay) de la Primera División de Uruguay.

## Trayectoria

### Juveniles
Nicolás Schiappacasse inició su carrera a los cinco años, en el club Nueva Palmira, luego pasó al Universal y a los once años se incorporó a River Plate de AUFI. Es un reconocido goleador de las formativas de los darseneros.
Tuvo la posibilidad de representar a Uruguay en el Mundialito Danone del 2011, donde finalizaron 15° entre cuarenta selecciones y Schiappacasse se coronó goleador, con diez tantos. Jugó un partido en el Estadio Santiago Bernabéu contra Corea del Sur, ante la presencia de Zinedine Zidane.
En 2014, con Wanderers en la categoría sub-16, fue campeón del Torneo Apertura, además de ser el máximo artillero de su equipo, con once goles. El 7 de septiembre debutó en el equipo de tercera división, en el Estadio Centenario ante Nacional. También jugó un partido contra Peñarol en el dicho estadio.
A finales de ese año, entrenó con el plantel profesional en varias oportunidades, y Guillermo Almada manifestó la idea de ascenderlo. Algunos clubes italianos comenzaron a fijarse en el jugador.
Con la tercera división ganó el Torneo Apertura al vencer a Defensor Sporting en la última fecha.
La sub-16 logró la tabla Anual, pero Peñarol ganó el Torneo Clausura así que fueron a una semifinal y perdieron 2 a 0. Jugaron una final para determinar el campeón uruguayo de la categoría, y Peñarol ganó 4 a 0. Schiappacasse no jugó debido a que se estaba recuperando de una lesión.

### River Plate de Uruguay
El 5 de enero del 2015, con quince años, comenzó la pretemporada con el primer equipo. El Atlético Madrid ofreció 1,5 millones de euros para comprar al jugador.
Cuando volvió de representar a Uruguay en el Sudamericano Sub-17, jugó con la Cuarta División. Luego entrenó con el plantel profesional, jugó en la reserva y el 5 de abril en un partido contra Peñarol, de un tiro libre, anotó su primer gol en Tercera División, pero perdieron 2 a 1 en el Estadio Centenario.
Guillermo Almada lo convocó para jugar contra Juventud en la máxima categoría. Debutó el 19 de abril de 2015, en la fecha 9 del Torneo Clausura, en el Parque Saroldi, ingresó en el minuto 77 por Santiago García y ganaron 2 a 0. Fue el primer jugador de la categoría 1999 que debutó en Primera División, incluso antes que alguno de la categoría 1998, y debutó con 16 años y 97 días. El 23 de mayo disputó contra El Tanque Sisley su quinto partido, al minuto 86 convirtió su primer gol como profesional y ganaron 4 a 0.
River Plate finalizó el Torneo Clausura en segundo lugar y clasificó por primera vez en su historia a la Copa Libertadores. Schiappacasse jugó siete partidos, todos como suplente, y convirtió un gol. El 11 de junio viajó a España para realizarse controles médicos en las instalaciones del Atlético Madrid, se acordó que cuando cumpla los 18 años se integrará al club europeo, por lo que continuó su formación en River Plate.
En la temporada 2015-16, Juan Ramón Carrasco asumió como técnico. En las dos primeras fechas del Torneo Apertura no fue convocado pero, en la tercera jornada, Schiappacasse jugó los minutos finales contra Sud América y ganaron 2 a 0. Fue titular por primera vez el 5 de septiembre contra el clásico rival, Wanderers, en una derrota 5 a 1.
El Comité Olímpico Uruguayo lo distinguió como el mejor futbolista joven de la temporada 2014-15, en una ceremonia realizada el 24 de noviembre.
El 27 de noviembre anotó el segundo gol de su carrera, fue contra Defensor Sporting en la despedida de Andrés Fleurquín en el Franzini. Ingresó en los últimos minutos y en una jugada encaró por la banda izquierda, con un doble enganche eludió a un defensor y le anotó a Martín Campaña, al minuto 93, el 2 a 1 final.
En la última fecha, el 5 de diciembre, se enfrentaron a Villa Teresa en el Parque Saroldi. Schiappacasse ingresó para empezar el segundo tiempo por Santiago Ciganda, al minuto 62 anotó un gol y cerró una goleada por 4 a 0. Estuvo presente en ocho partidos, tres de titular, y River finalizó el Torneo Apertura 2015 en quinta posición.
Comenzaron la siguiente temporada con el objetivo de superar la primera fase de la Copa Libertadores y tener un buen papel en el Torneo Clausura. El 13 de enero de 2016, Schiappacasse jugó como titular el primer partido de la Copa Suat, contra Argentinos Juniors en el Estadio Luis Franzini. Tuvo un rendimiento destacado, brindó tres asistencias y ganaron 5 a 1. En la final, donde fue titular nuevamente, se enfrentaron a Danubio y perdieron 3 a 1. En este partido, utilizó la camiseta número «9» en lugar de su habitual «30», lo que coincidió con la partida del goleador del equipo, Santiago García.
El 29 de enero, fue confirmado en la lista de 25 jugadores para disputar la clasificación a la Copa Libertadores, y le fue asignada la camiseta número «9».
Su debut internacional de clubes se produjo el 2 de febrero en el Estadio Domingo Burgueño Miguel, fue titular con 17 años y 21 días contra Universidad de Chile en la ida de la primera fase de la Copa Libertadores 2016, y ganaron 2 a 0. Fue partícipe en el segundo gol, ya que desbordó y asistió a César Taján, que de rabona anotó y sentenció el partido. Sin embargo, el árbitro lo validó como gol en contra del arquero. El 9 de febrero se jugó la revancha, con Schiappacasse nuevamente de titular, en el Estadio Nacional de Chile ante más de 30.000 espectadores. Empataron 0 a 0 con Universidad de Chile y clasificaron a la fase de grupos en su primera participación en el torneo.
En el primer partido de la fase de grupos, el 16 de febrero, se enfrentaron a Palmeiras en Maldonado. El encuentro lo comenzaron ganando los brasileños, luego Michael Santos empató de penal, a los minutos Gabriel Jesus de nuevo puso en ventaja a los visitantes, y finalmente Bruno Montelongo anotó de cabeza el 2 a 2 definitivo. Schiappacasse mostró un gran nivel y fue de los mejores en cancha.
Luego de no ser convocado para las dos primeras fechas del Torneo Clausura 2016, por decisión del técnico de poner un equipo alternativo en el campeonato local, jugó en la fecha 3 contra Sud América el 21 de febrero. Fue titular, anotó un gol y perdieron 2 a 1.
En la Copa Libertadores, jugó de titular los seis partidos en fase de grupos, donde su equipo no consiguió avanzar. En el plano local, tuvieron un Clausura irregular. Destacó una victoria 2 a 0 a Peñarol en el Estadio Centenario, donde a Schiappacasse le cometieron una infracción que derivó en un penal. River Plate finalizó el Torneo Clausura 2016 en la posición 13°, y el jugador jugó nueve partidos y marcó un gol. Dejó el club unas fechas antes para viajar a Italia y hacerse el pasaporte comunitario.
Debido al buen rendimiento del jugador, Atlético de Madrid solicitó que se uniera al club en julio y no a comienzos del año siguiente. El 12 de julio se conoció el interés de Diego Simeone para que Schiappacasse realizara la pretemporada con los jugadores del primer equipo. Finalmente, viajó a Europa el 15 de julio.

### Atlético de Madrid
Schiappacasse realizó la pretemporada a la par del primer equipo del Atlético de Madrid, se integró el 18 de julio de 2016 en Los Ángeles de San Rafael. Compartió entrenamientos con sus compatriotas Diego Godín, José María Giménez y Emiliano Velázquez.
El club obtuvo un permiso para que el jugador se quedara a pesar de ser menor de edad y, el 3 de agosto, Simeone lo incluyó en la lista de futbolistas a disputar la Champions League 2016-17.
Fue convocado por primera vez para jugar en la fecha 3 del Campeonato de Tercera División, con el Atlético de Madrid "B". Debutó el 11 de septiembre de 2016, ingresó al minuto 55 para enfrentar a Unión Adarve con el encuentro 3 a 0 en contra, de inmediato su compañero Keidi Bare recortó distancias y, al minuto 63, Schiappacasse marcó, y el resultado terminó 3 a 2.
El 13 de septiembre, debutó a nivel internacional, en la Champions League juvenil, fue titular contra PSV Eindhoven en Países Bajos, en un empate a cero goles.
Para la fecha 13 de La Liga, fue convocado por primera vez para jugar con el primer equipo.

#### Cesiones
El 7 de agosto de 2018 fue cedido por una temporada al Rayo Majadahonda de la Segunda División de España. Su debut en el club español fue doce días después, en un partido contra Real Zaragoza en el cual solo jugó cuatro minutos. El 2 de septiembre, jugó el partido con Gimnàstic de Tarragona y anotó el gol que le otorgó a su club la primera victoria en la Segunda División en su historia.
El 31 de enero de 2019 fue cedido al Parma Calcio 1913 italiano hasta el 30 de junio de 2020. Realizó su debut oficial con su nuevo club el 25 de febrero, en el partido que Parma perdió por 4-0 con el S. S. C. Napoli, donde vistió la camiseta número 10.
El 18 de julio de 2019, para jugar la temporada 2019-20, fue cedido al F. C. Famalicão, recién ascendido a la Primera División de Portugal.

### Sassuolo
El 31 de agosto de 2020 fue transferido a la U. S. Sassuolo Calcio de la Serie A.

### Peñarol
El 5 de marzo de 2021 fue cedido a Peñarol de Uruguay donde jugó 2 partidos. Fue culminada su estadía en el club carbonero al verse involucrado con una tenencia de arma en la trayectoria al Estadio Campeón del Siglo, dónde se comprobó que iba a entregarle la pistola a la "Barra Amsterdam, agrupación radical del club, aprovechando su condición de jugador evitando así los controles policiales. Fue procesado y cumplió su condena en Uruguay, obteniendo prisión domiciliaria luego de admitir el delito y acuerdo con la Fiscalía.

### Belgrano
El 15 de agosto de 2023, fue cedido a Belgrano, de la Primera División de Argentina, y firmó contrato con opción de compra hasta junio de 2024.

### Miramar Misiones
Luego de infructuosos pasajes posterior a su detención y escándalo mediático, el jugador pasa al conjunto celebrita en 2024, dónde su desempeño nunca supera su etapa como juvenil en cuanto a goles y actitud.

## Selección nacional
Formó parte de las selecciones juveniles de Uruguay en las categorías sub-15, sub-17, sub-18 y sub-20.
Debutó el 25 de julio de 2013, en un partido amistoso contra Perú con la categoría sub-15 en Jardines. Fue titular, utilizó la camiseta número 11 y ganaron 4 a 2. En la revancha, fue suplente, no tuvo minutos y perdieron 3 a 0.
El técnico Alejandro Garay lo convocó para jugar la Copa México de Naciones Sub-15 de 2013, torneo amistoso de selecciones. Debutó en la competición internacional el 10 de agosto, contra Panamá en el primer partido de la fase de grupos. Fue titular, anotó dos goles y ganaron 6 a 1. En el partido con Brasil, jugó como titular y empataron 2 a 2. En la última fecha, donde jugaron contra Estados Unidos, no tuvo minutos y perdieron 3 a 1. Finalizaron la primera fase en segundo lugar. En cuartos de final, fue titular ante Colombia y, aunque al minuto 26 los uruguayos perdían 3 a 0, el partido terminó empatado 3 a 3 y se definió por penales, donde Uruguay ganó 7 a 6. En la semifinal, contra Estados Unidos, ganaron por 2 a 0 y Schiappacasse jugó solo el primer tiempo. El 18 de agosto, jugaron la final contra Argentina en el Estadio Azteca. Los argentinos ganaron el partido por 1 a 0, con gol de Tomás Conechny al minuto 31, y Schiappacasse ingresó al inicio del segundo tiempo.
De vuelta en Uruguay, disputó dos amistosos con Paraguay el mismo día, y ganaron por 3 a 2 y 2 a 1.
Fue convocado para el Campeonato Sudamericano Sub-15 de 2013, en el que debutó el 17 de noviembre, cuando ingresó en el segundo tiempo del partido con Brasil, un empate sin goles. En la segunda fecha, fue titular, jugaron contra Chile y empataron 2 a 2. Su siguiente rival fue Colombia, no tuvo minutos y perdieron 1 a 0. El 23 de noviembre, en el último partido, derrotaron a Venezuela por 4 a 2 y Schiappacasse solo jugó el primer tiempo. La última fecha, que tuvieron libre, quedaron eliminados.
El 17 de marzo de 2014, comenzó el proceso de la selección sub-17, con Santiago Ostolaza a cargo. El jugador debutó con esta categoría el 13 de mayo, contra Paraguay en Asunción, ingresó en el segundo tiempo y ganaron 3 a 0.
El 28 de mayo, en el Parque Saroldi, le anotó dos goles a Paraguay en un amistoso que ganaron por 4 a 1.
El 23 de septiembre, en un amistoso contra Perú que terminó 5 a 0, anotó su primer hat-trick. Viajó a Francia para jugar el Torneo Limoges, contra las selecciones sub-18 de Ucrania, Francia y Canadá. No viajaba a Europa desde su participación en el Mundialito Danone en 2011. 
El 8 de octubre, en el debut en el cuadrangular, jugó contra Ucrania de titular en un empate 2 a 2. En el segundo partido, donde jugaron contra Francia, nuevamente fue titular, en el minuto 14 anotó un gol y ganaron 3 a 1. Se enfrentó a jugadores como Jean-Kévin Augustin, Arnaud Lusamba, Thierry Ambrose, Ousmane Dembélé, Théo Chendri y Marcus Thuram. El siguiente encuentro fue con Canadá, jugó de titular y empataron 1 a 1. A pesar de que Uruguay disputó el torneo sub-18 con un equipo sub-17, logró ganarlo.
Posteriormente, disputó dos partidos amistosos contra Perú: anotó un gol en el primero y ganaron 3 a 0, y en el siguiente marcó un doblete en la victoria por 4 a 1. Debido a una lesión, no pudo jugar hasta fin del año y se perdió cuatro amistosos contra Argentina. El siguiente año, volvió a los entrenamientos. 
Después de convertirse en el goleador del equipo, con once goles en trece partidos, fue convocado para disputar el Sudamericano Sub-17 en Paraguay.
El 6 de marzo de 2015, ingresó en el segundo tiempo ante Bolivia, generó varias ocasiones de gol y ganaron 4 a 1. El segundo partido fue contra Argentina: Federico Valverde, en el minuto 5, y Tomás Conechny, en el 63, pusieron el empate parcial. Schiappacasse ingresó en el segundo tiempo y le hicieron un penal que Valverde convirtió en el 2 a 1 final. Luego de tener libre la tercera fecha, el 12 de marzo golearon 4 a 1 a Chile, en un partido en el que Schiappacasse convirtió. El último partido de la primera ronda fue una victoria 1 a 0 a Ecuador con suplentes, debido a que ya estaban clasificados.
El 17 de marzo, en el primer encuentro por el hexagonal final, perdieron con Ecuador por 1 a 0. Luego jugaron con Colombia, y esta vez lograron el triunfo gracias a un gol de Diego Rossi. En el tercer encuentro, donde Schiappacasse fue titular por primera vez, perdieron 3 a 2 con Brasil. El 26 de marzo, en el clásico del Río de la Plata que terminó 2 a 1 a favor de los uruguayos, volvió a ser suplente. El último partido se jugó el 29 de marzo contra el anfitrión, Paraguay, y Uruguay debía ganar o empatar para asegurarse un lugar en la Copa Mundial Sub-17 de 2015. Schiappacasse ingresó al inicio del segundo tiempo, con el partido 1 a 0 en contra, y si bien lograron empatar transitoriamente, perdieron por 2 a 1. Quedaron ubicados en el quinto lugar y Schiappacasse, que jugó nueve partidos, no mostró un buen nivel en general, debido a que no se había recuperado del todo de su lesión. 
El 22 de octubre volvió a ser convocado, esta vez por Fabián Coito, para entrenar y ser parte del proceso rumbo al Campeonato Sudamericano Sub-20 de 2017 en Ecuador. Se integró a las prácticas a pesar de dar dos años de ventaja y poder ser parte de la siguiente generación sub-20.

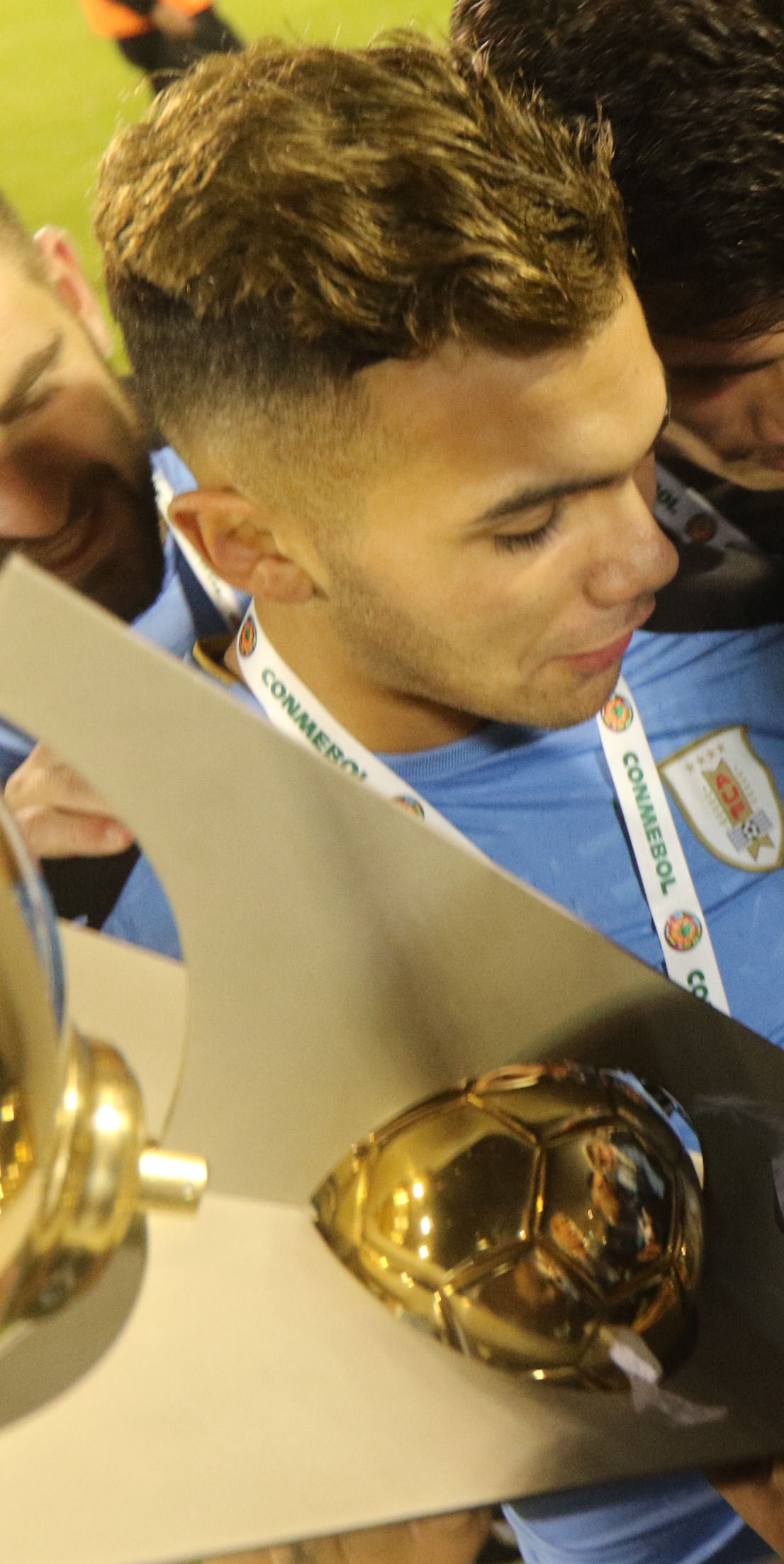
Schiappacasse en los festejos de la obtención del Campeonato Sudamericano Sub-20 de 2017

Sobre su vuelta a la selección, declaró:

«De la convocatoria me informó el cuerpo técnico de River en el final del entrenamiento. La verdad no lo esperaba, pensé que como no tuve una buena actuación en el Sudamericano no iba a volver a estar, pero gracias al cuerpo técnico de la selección, que me dio otra oportunidad.»

Entrenó con la sub-18 hasta fin de año, jugaron amistosos de práctica contra Progreso, Boston River, Central Español, Nacional Universitario, la selección de Colonia y la de San José, y anotó tres goles. El 2 de marzo de 2016, fue convocado por Fabián Coito para entrenar con la sub-20, pero no concurrió debido a su compromiso en la Copa Libertadores con River. El 17 de marzo, fue llamado para jugar dos partidos amistosos en Asunción.
El 22 de marzo, ingresó al minuto 63 en un partido con Paraguay que perdieron 4 a 3, y debutó con la sub-20 a los diecisiete años y setenta días. El 24 de marzo se jugó la revancha, donde fue titular, anotó un gol y empataron 2 a 2.
Fue convocado para jugar dos amistosos nuevamente contra Paraguay, en Uruguay. El 26 de abril fue titular bajo la mirada de Óscar Washington Tabárez, técnico de la selección absoluta, y empataron 1 a 1. En el segundo encuentro, que se llevó a cabo en el Parque Saroldi, volvió a jugar desde el inicio, al minuto 35 anotó un gol y finalmente empataron 1 a 1.
El 31 de mayo, jugó un partido amistoso contra Chile en el Parque Capurro, donde marcó un hat-tick.
El 12 de diciembre, fue convocado para entrenar en el complejo de la AUF, junto con otros 27 futbolistas. El 29 de diciembre, fue confirmado en la lista definitiva para el Campeonato Sudamericano Sub-20, en el que disputó ocho partidos, convirtió tres goles y Uruguay se coronó campeón en la última fecha.
El 25 de abril, fue confirmado en el plantel definitivo para viajar a Corea del Sur y jugar la Copa Mundial Sub-20. Schiappacasse le marcó un gol a Japón en el segundo partido de la primera ronda, en el cual se llevaron la victoria por 2 a 0 y clasificaron a la siguiente fase. Uruguay perdió con Italia por penales y obtuvo el cuarto puesto.

## Participaciones en Copas del Mundo
| Competición                           | Sede          | Resultado        | Part. | Goles | Asist. |
| ------------------------------------- | ------------- | ---------------- | ----- | ----- | ------ |
| Copa Mundial de Fútbol Sub-20 de 2017 | Corea del Sur | Cuarto puesto    | 6     | 1     | 1      |
| Copa Mundial de Fútbol Sub-20 de 2019 | Polonia       | Octavos de final | 4     | 1     | 1      |

### Participaciones en Sudamericanos
| Competición                 | Sede     | Resultado     | Part. | Goles | Asist. |
| --------------------------- | -------- | ------------- | ----- | ----- | ------ |
| Sudamericano Sub-15 de 2013 | Bolivia  | Primera fase  | 3     | 0     | 0      |
| Sudamericano Sub-17 de 2015 | Paraguay | Quinto puesto | 9     | 1     | 0      |
| Sudamericano Sub-20 de 2017 | Ecuador  | Campeón       | 8     | 3     | 2      |
| Sudamericano Sub-20 de 2019 | Chile    | Tercer puesto | 9     | 4     | 2      |

## Estadísticas

### Clubes
| C. A. River Plate · Uruguay                                                                                             | 1.ª                 | 2014-15             | 7  | 1  | — | — | —  | — | 7   | 1  |
| C. A. River Plate · Uruguay                                                                                             | 1.ª                 | 2015-16             | 17 | 3  | — | — | 8  | 0 | 25  | 3  |
| C. A. River Plate · Uruguay                                                                                             | Total               | Total               | 24 | 4  | 0 | 0 | 8  | 0 | 32  | 4  |
| Atlético de Madrid "B" · España                                                                                         | 3.ª                 | 2016-17             | 5  | 1  | — | — | —  | — | 5   | 1  |
| Atlético de Madrid "B" · España                                                                                         | 2.ª B               | 2017-18             | 8  | 0  | — | — | —  | — | 8   | 0  |
| Atlético de Madrid "B" · España                                                                                         | Total               | Total               | 13 | 1  | 0 | 0 | 0  | 0 | 13  | 1  |
| C. F. Rayo Majadahonda · España                                                                                         | 2.ª                 | 2018-19             | 13 | 1  | 2 | 0 | —  | — | 15  | 1  |
| C. F. Rayo Majadahonda · España                                                                                         | Total               | Total               | 13 | 1  | 2 | 0 | 0  | 0 | 15  | 1  |
| Parma Calcio 1913 · Italia                                                                                              | 1.ª                 | 2018-19             | 3  | 0  | — | — | —  | — | 3   | 0  |
| Parma Calcio 1913 · Italia                                                                                              | Total               | Total               | 3  | 0  | 0 | 0 | 0  | 0 | 3   | 0  |
| F. C. Famalicão Portugal                                                                                                | 1.ª                 | 2019-20             | 7  | 0  | 1 | 0 | —  | — | 8   | 0  |
| F. C. Famalicão Portugal                                                                                                | Total               | Total               | 7  | 0  | 1 | 0 | 0  | 0 | 8   | 0  |
| U. S. Sassuolo Calcio · Italia                                                                                          | 1.ª                 | 2020-21             | 2  | 0  | 0 | 0 | —  | — | 2   | 0  |
| U. S. Sassuolo Calcio · Italia                                                                                          | Total               | Total               | 2  | 0  | 0 | 0 | 0  | 0 | 2   | 0  |
| C. A. Peñarol · Uruguay                                                                                                 | 1.ª                 | 2021                | —  | —  | — | — | 6  | 0 | 6   | 0  |
| C. A. Peñarol · Uruguay                                                                                                 | Total               | Total               | 0  | 0  | 0 | 0 | 6  | 0 | 6   | 0  |
| Miramar Misiones · Uruguay                                                                                              | 2.ª                 | 2022                | 11 | 2  | 1 | 0 | 0  | 0 | 12  | 2  |
| Miramar Misiones · Uruguay                                                                                              | Total               | Total               | 11 | 2  | 1 | 0 | 0  | 0 | 12  | 2  |
| La Luz · Uruguay | 1.ª                 | 2023                | 12 | 9  | 3 | 0 | 0  | 0 | 15  | 9  |
| La Luz · Uruguay | Total               | Total               | 12 | 9  | 3 | 0 | 0  | 0 | 15  | 9  |
| Total en su carrera | Total en su carrera | Total en su carrera | 85 | 17 | 7 | 0 | 14 | 0 | 106 | 17 |
| (1) Incluye datos de la Copa del Rey y Copa de Portugal. (2) Incluye datos de la Copa Libertadores y Copa Sudamericana. |                     |                     |    |    |   |   |    |   |     |    |

### Selección
Actualizado al 3 de julio de 2019.
Último partido citado: Uruguay 1-3 Ecuador
| Sub-15 · Uruguay | 2013                | 9  | 2  | ? | 3  | 0 | ? | —  | — | — | 12 | 2  | 0 |
| Sub-15 · Uruguay | Total               | 9  | 2  | 0 | 3  | 0 | 0 | 0  | 0 | 0 | 12 | 2  | 0 |
| Sub-17 · Uruguay | 2014                | 13 | 11 | ? | —  | — | — | —  | — | — | 13 | 11 | 0 |
| Sub-17 · Uruguay | 2015                | —  | —  | — | 9  | 1 | ? | —  | — | — | 9  | 1  | 0 |
| Sub-17 · Uruguay | Total               | 13 | 11 | 0 | 9  | 1 | 0 | 0  | 0 | 0 | 22 | 12 | 0 |
| Sub-20 · Uruguay | 2016                | 12 | 9  | 1 | —  | — | — | —  | — | — | 12 | 9  | 1 |
| Sub-20 · Uruguay | 2017                | 3  | 1  | 0 | 8  | 3 | 2 | 6  | 1 | 1 | 17 | 5  | 3 |
| Sub-20 · Uruguay | 2018                | 2  | 1  | 0 | —  | — | — | —  | — | — | 2  | 1  | 0 |
| Sub-20 · Uruguay | 2019                | 2  | 0  | 0 | 9  | 4 | 2 | 4  | 1 | 1 | 15 | 5  | 3 |
| Sub-20 · Uruguay | Total               | 19 | 11 | 1 | 17 | 7 | 4 | 10 | 2 | 2 | 46 | 20 | 7 |
| Total en su carrera | Total en su carrera | 41 | 24 | 1 | 29 | 8 | 4 | 10 | 2 | 2 | 80 | 34 | 7 |
| (1)Incluidos los datos del Campeonato Sudamericano Sub-15 (2013), Campeonato Sudamericano Sub-17 (2015) y Campeonato Sudamericano Sub-20 (2017) (2)Incluidos los datos de la Copa Mundial Sub-20 (2017) |                     |    |    |   |    |   |   |    |   |   |    |    |   |

### Resumen
| Competición           | Partidos | Goles | Asistencias | Promedio |
| --------------------- | -------- | ----- | ----------- | -------- |
| Liga                  | 67       | 8     | 5           | 0,12     |
| Copas nacionales      | 3        | 0     | 0           | 0,00     |
| Copas internacionales | 13       | 1     | 2           | 0,97     |
| Uruguay sub-20        | 46       | 20    | 7           | 0,43     |
| Uruguay sub-17        | 22       | 12    | 0           | 0,54     |
| Uruguay sub-15        | 12       | 2     | 0           | 0,16     |
| Total                 | 163      | 43    | 14          | 0,26     |

## Palmarés

### Títulos nacionales
| Título                                 | Club (*)                    | Sede    | Año     |
| -------------------------------------- | --------------------------- | ------- | ------- |
| Tercera División de España (Grupo VII) | Club Atlético de Madrid "B" | España  | 2016-17 |
| Primera División de Uruguay            | Peñarol                     | Uruguay | 2021    |

### Títulos internacionales
| Título                         | Club (*)       | Sede    | Año  |
| ------------------------------ | -------------- | ------- | ---- |
| Campeonato Sudamericano Sub-20 | Uruguay sub-20 | Ecuador | 2017 |

(*) Incluyendo la selección.

### Distinciones individuales
| Distinción                                                                     | Año  |
| ------------------------------------------------------------------------------ | ---- |
| Goleador del Mundialito Danone                                                 | 2011 |
| Mejor futbolista joven para el C.O.U.                                          | 2015 |
| Jóvenes promesas de Uruguay para Pasión Fútbol (puesto 5)                      | 2016 |
| Parte de los 60 mejores jugadores del mundo para The Guardian (categoría 1999) | 2016 |
|                                                                                |      |

## Polémicas
A fines de enero de 2022, Schiappacasse fue detenido cerca del Estadio Domingo Burgueño Miguel, en Maldonado, por poseer una pistola 9mm. El quería llevarle el arma a la barra brava de Peñarol, ya que ese día se disputaba un clásico de verano entre Peñarol y Nacional en el estadio ya mencionado.
Por este incidente fue condenado a 14 meses de prisión.
Después del incidente, Peñarol terminó su contrato con Schiappacasse.